# Hazleton (ep)
Hazleton is een ep van Fuel, uitgebracht in 1998. De ep werd eerder al verkocht bij een aantal optredens in 1997.

## Tracklijst
1. Bittersweet
2. Jesus or a Gun
3. It's Come to This
4. King For a Day